# Pegah Ahangarani
Pegah Ahangarani (en persan : پگاه آهنگرانی) est une actrice, journaliste et réalisatrice iranienne.

## Biographie
Pegah Ahangarani est la fille de la réalisatrice Manijeh Hekmat. 

### Cinéma
À quinze ans, elle joue dans le film Dokhtari ba kafsh-haye-katani (littéralement « La Fille en baskets »), produit par sa mère. Ce rôle lui vaut deux prix. Depuis, elle a tourné dans plus d'une douzaine de films.
En tant que journaliste, elle couvre des évènements et festivals de cinéma. 

### Journalisme et militantisme
Pegah Ahangarani est souvent en lien avec les mouvements d'opposition en Iran et collabore avec plusieurs agences de presse opposées au régime.
En 2009, elle connaît une première arrestation à cause de sa participation aux manifestations suivant l'élection présidentielle iranienne. 
En 2011, elle est arrêtée alors qu'elle est invitée pour couvrir la Coupe du monde féminine de football (organisée en Allemagne) pour l'agence Deutsche Welle. Elle aurait été notifiée au préalable des possibles conséquences de son départ par le ministère iranien de l'Intérieur et aurait décidé de ne pas assister à l'évènement. Malgré cela, elle est arrêtée chez elle le 10 juillet ; cette situation n'est connue publiquement que quatre jours après. Après plusieurs jours dans la prison Evin, à Téhéran, elle est libérée sous caution. 
Empêchée de quitter le territoire iranien par les autorités, elle est condamnée en 2013 à dix-huit mois de prison pour « des déclarations politiques et des interviews accordées à des médias hostiles étrangers. »
En janvier 2020, elle participe au boycott du festival du film de Fajr et aux manifestations à propos de l'accident du vol 752 d'Ukraine Airlines.

## Filmographie

### Actrice
- 1991 : Un chat chanteur
- 1999 : Dokhtari ba kafsh-haye-katani (The Girl in the Sneakers)
- 2005 : Maxx
- 2008 : La Flamme verte[7] (Atash-e sabz) de Mohammad Reza Aslani
- 2008 : Shirin
- 2009 : Zadboom
- 2009 : Les Voix
- 2011 : La Route de la soie maritime
- 2011 : Entrée interdite aux hommes
- 2011 : Monsieur Yousef
- 2012 : Bi Khodahafezi (Sans dire aurevoir)
- 2013 : Darband
- 2013 : L'Invitée de Kami
- 2015 : Maison de fille
- 2015 : Plus près
- 2015 : Jameh Daran
- 2015 : Mère Cœur d'atome
- 2016 : Sécheresse et Mensonge
- 2017 : Sara et Ayda
- 2017 : Le Tueur dompté
- 2017 : Chemin auxiliaire
- 2020 : Le Groupe de Bandar de Manijeh Hekmat[8]
- 2022 : Sans rendez-vous préalable (Bedouane gharare ghabli) de Behrouz Shoeibi[9]

### Réalisatrice
- 2008 : Deh Namaki-ha (documentaire)

### Distinctions
- Festival international du film du Caire 1999 et festival international du film pour enfants et jeunes adultes d'Ispahan 1999 : meilleure actrice pour Dokhtari ba kafsh-haye-katani
- Festival du film de Fajr 2013 : meilleure actrice dans un second rôle pour Darband